# Comacchio

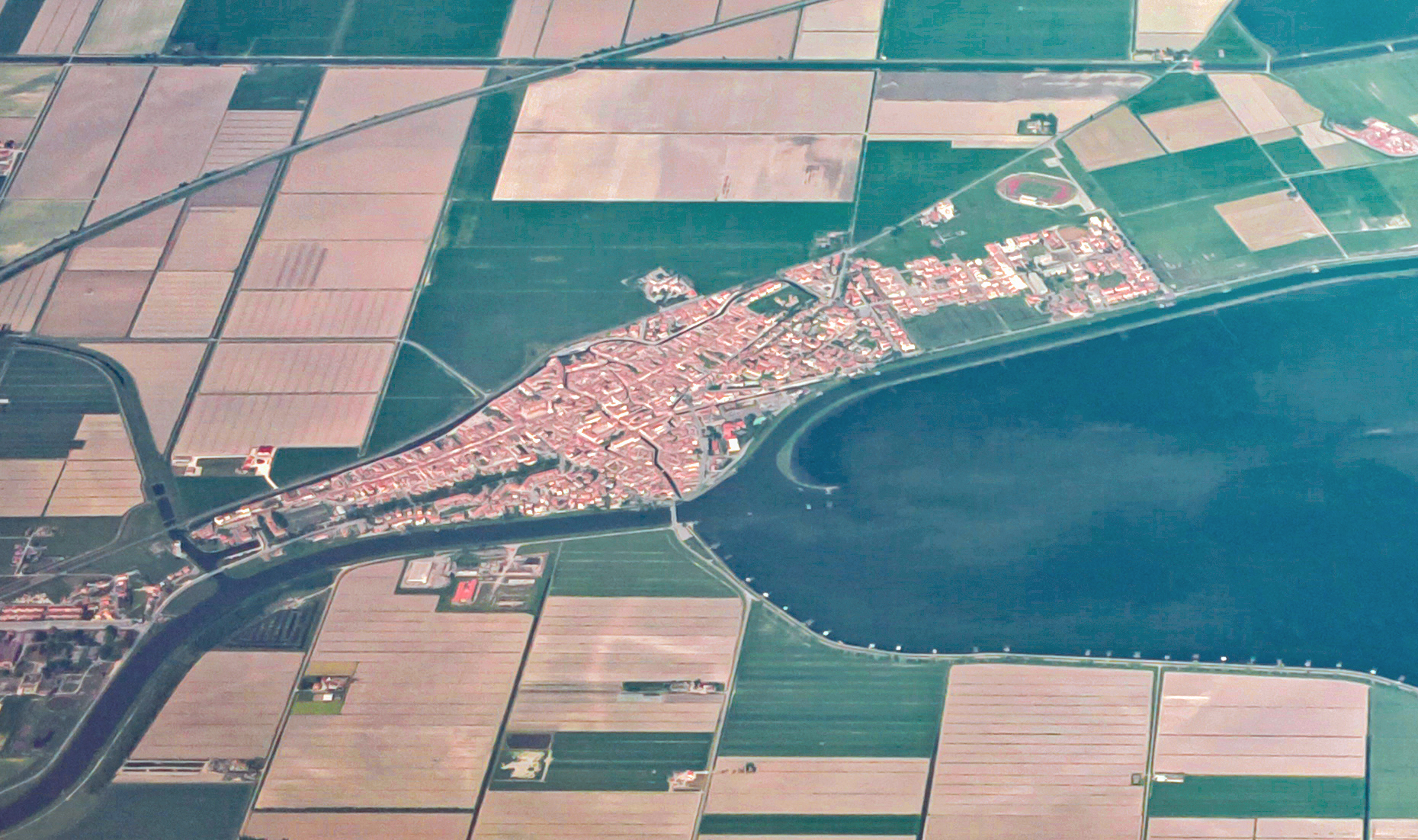
Stadt Comacchio am Lagunen-Teilbecken Valle Fattibello der Valli di Comacchio

Uhrenturm im Stadtzentrum (beim Rathaus), rechts dahinter die Getreideloggia.

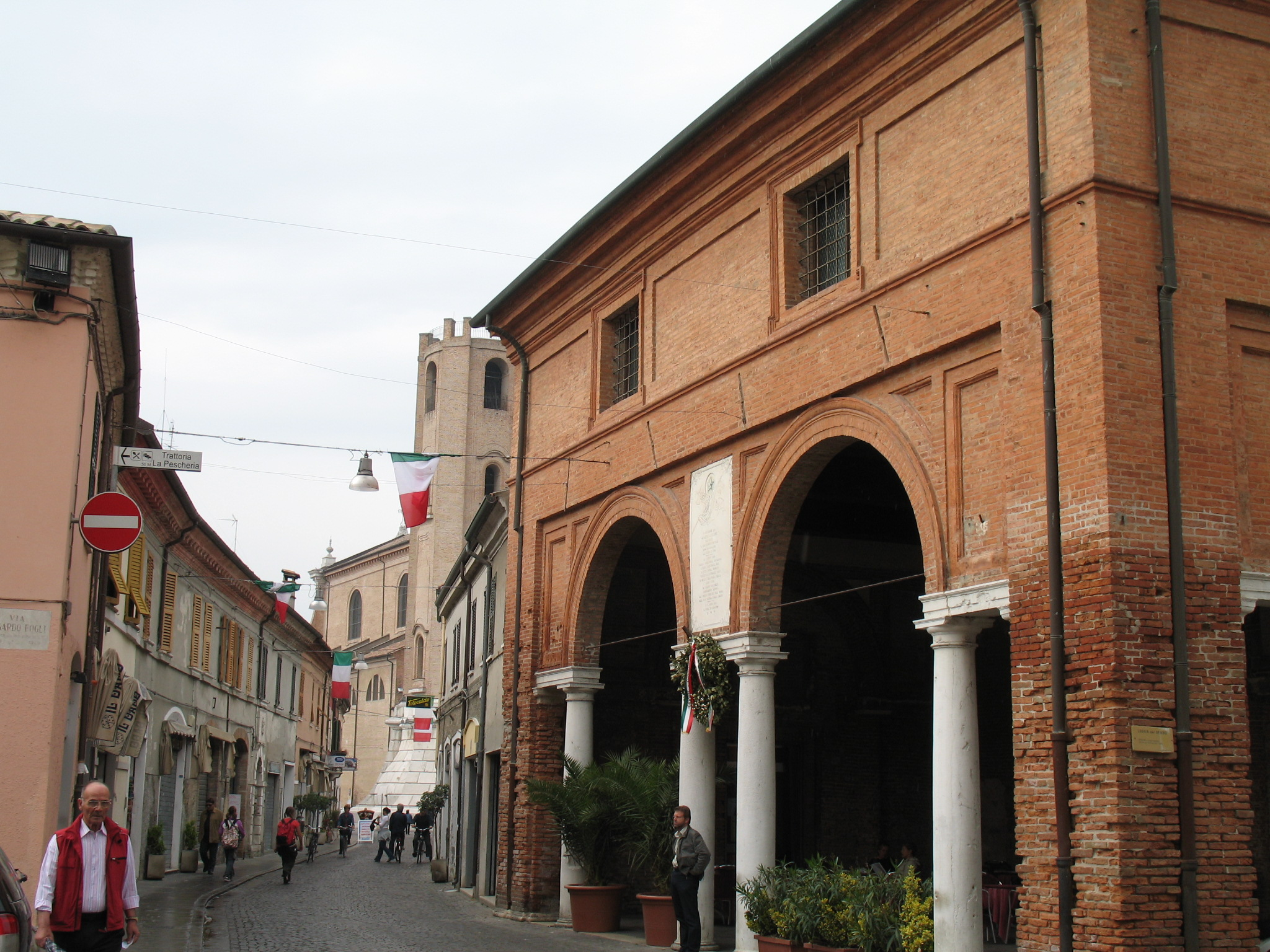
Historisches Zentrum, im Hintergrund die Kathedrale S. Cassiano, rechts die Getreideloggia (1621), heute als Vorhalle einer Cafeteria genutzt

Gedenktafel von 1621 für den Stifter der Getreideloggia, Kardinal Jacobo Serra

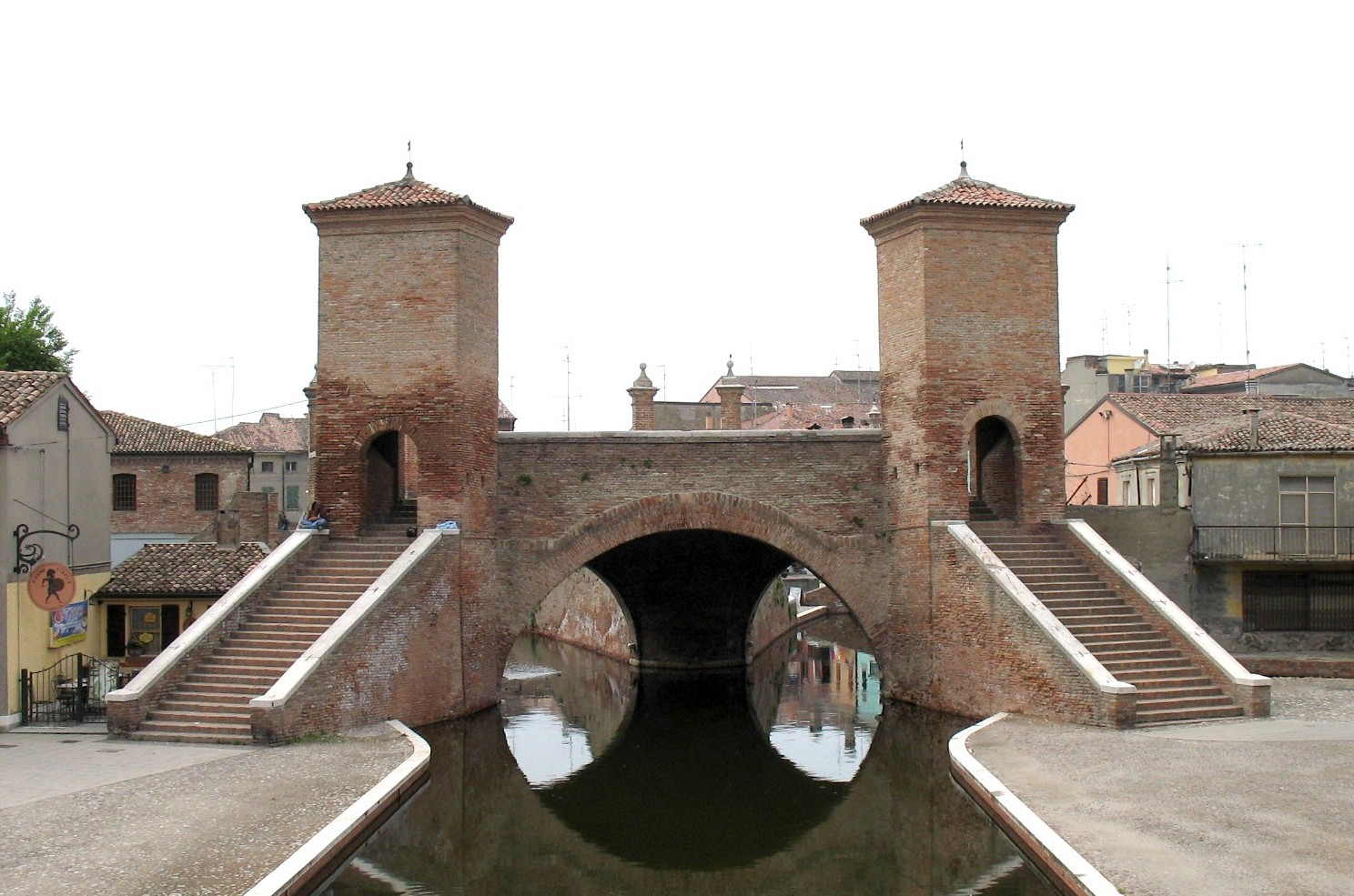
Brücke ‚Trepponti‘

Blick von der Treppe der Trepponti-Brücke auf die Fischhalle (rechts), im Hintergrund die Häscherbrücke

Comacchios über 300 Meter langer ‚Kapuziner-Säulengang‘ (rechts im Bild), der zur Wallfahrtskirche (im Hintergrund) führt

Ruine des Klosters Sant’Agostino am östlichen Stadtrand

Comacchio ist eine Stadt und Stadtgemeinde an der Adria in der Provinz Ferrara in der Region Emilia-Romagna in Oberitalien mit 22.054 Einwohnern (Stand 31. Dezember 2023). Sie ist die wichtigste Stadt des Po-Deltas. Die Stadtgemeinde (Comune di Comacchio) umfasst die Lidi di Comacchio und die Ortschaften San Giuseppe, Vaccolino und Volania.

## Gemeindegebiet
Comacchio liegt südlich des Po-Mündungsdeltas, etwa 30 km nördlich von Ravenna im Nordosten der Provinz Ferrara, die im Norden an die Region Veneto angrenzt. Zum Gemeindegebiet gehören der Hafen von Porto Garibaldi sowie mehrere Dörfer, Binnenseen und Adria-Badestrände zwischen Lido di Volano im Norden und Lido di Spina im Süden.

## Geschichte

### Name
In lateinischen Urkunden, die die römisch-deutschen Kaiser Friedrich I. bzw. Friedrich II. Comacchio ausgestellt hatten, wird der Ort Comacle und Chomacle genannt. Andere überlieferte Bezeichnungen lauten: Cimaculum, Comacium, Comachium, Comaclium. und Komakula. Im 17. Jahrhundert hieß der Ort noch Comachio (statt Comacchio). Über die ursprüngliche Herkunft des Ortsnamens liegen keine verlässlichen Erkenntnisse vor. Manche Historiker vermuten einen Zusammenhang mit lateinischen Begriffen wie Commeatulus (kleiner Verbund von Wasserfahrzeugen) oder Comacula (kleine Welle).

### Historische Traditionsbildung: Entstehung als Lagunenstadt
Comacchio entstand auf dreizehn separaten Laguneninseln zwischen dem Valle Pega und Valle Isola, wie hier Becken innerhalb einer Lagune bezeichnet werden. Die Stadt war noch zu Anfang des 19. Jahrhunderts eine Lagunenstadt wie Venedig, die nur über Brücken erreicht werden konnte und auf dem Wasserweg über Kanäle und die Lagune. Die Inselstadt war damals umgeben von den etwa 18.000 Hektar großen Lagunen und ihren Feuchtgebieten, die insgesamt als Valli di Comacchio bezeichnet werden. Nach den Trockenlegungskampagnen im 19. und 20. Jahrhundert schrumpfte deren Größe auf etwa 9000 Hektar. Der Stadtkern liegt heute am Rand der Valli di Comacchio, sieben Kilometer von der Adriaküste im Osten entfernt.

### Etrusker, Griechen, Römer
Wie etwa viertausend aufgefundene Etrusker-Gräber in der archäologischen Zone S. Maria in Padovetere (Zona archeologica etrusca S. Maria in Padovetere) und in der Umgebung der untergegangenen etruskischen Hafen- und Handelsstadt Spina, sieben Kilometer vom südwestlichen Ortsausgang Comacchios entfernt, belegen, hatte es im Gemeindegebiet von Comacchio bereits vor der Zeit des Römischen Reichs griechische und etruskische Ansiedlungen gegeben. Während der römischen Zeit war Comacchio ein bedeutender Handelsplatz für Salz, das in seinen Salinen gewonnen wurde. Die Ortschaft Porto Garibaldi an der Hafeneinfahrt, die bis ins 20. Jahrhundert Magnavacca genannt wurde, hieß zu Plinius’ Zeiten Sagis.

### Handelsemporium des Frühmittelalters
Am Anfang des 6. Jahrhunderts war Comacchio eine bischöfliche Diözese, die der Metropole Ravenna unterstellt war.
Als Stadt wird Comacchio bereits in den Kapitularien des lombardischen Königs Liutprand aus dem Jahr 715 oder 730 erwähnt, in denen die gemeinsam mit Stadtbeamten ausgehandelte Höhe der Zölle festgelegt worden war, die die Seefahrer aus Comacchio in den Häfen der sogenannten Landgebiete der Langobarden zu entrichten hatten.
Comacchio war im Mittelalter Sitz eines Bischofs, der dem Erzbischof von Ravenna unterstand. 756 versuchte Papst Stephan III., der zuvor im Rahmen der Pippinschen Schenkung den Küstenstrich zwischen Ancona und dem südlichen Mündungsarm des Po erhalten hatte – dieser Mündungsarm floss seinerzeit am nördlichen Stadtrand von Ravenna ins Adriatische Meer –, durch Vorlage offenbar gefälschter Urkunden das ihm zugefallene Territorium, das später die Grundlage des Kirchenstaats bilden sollte, um Gebiete nördlich des Mündungsarms, einschließlich der Lagune von Comacchio, zu erweitern. Wie auch die römisch-deutschen Kaiser späterer Jahrhunderte, die die Lagune von Comacchio als reichsunmittelbares Lehen betrachteten, soll bereits Kaiser Otto III. diesen Gebietsanspruch nicht anerkannt haben. Zwischen 772 und Anfang des Jahres 774 war Comacchio vorübergehend vom Langobardenkönig Desiderius vereinnahmt worden.

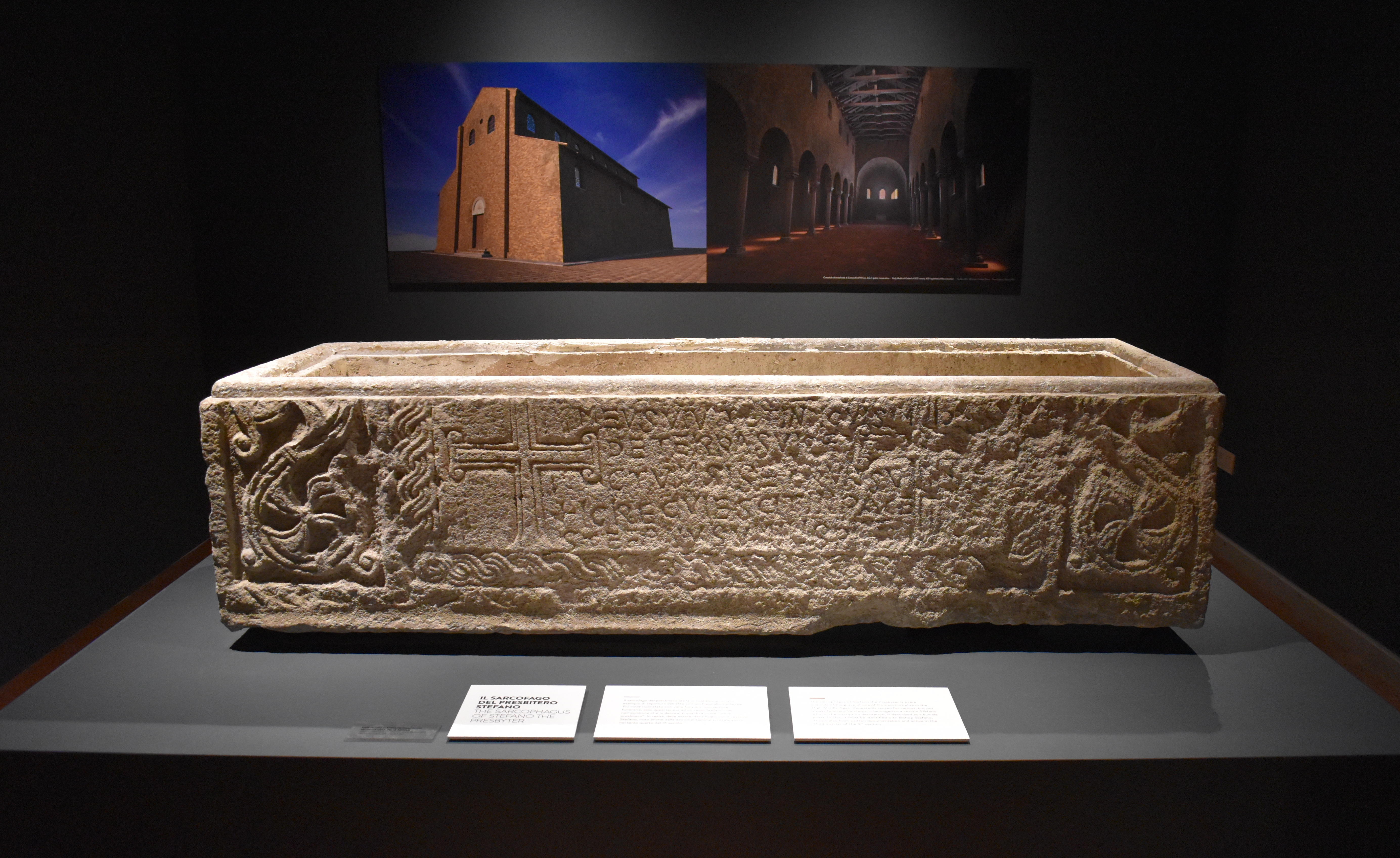
Sarkophag des Presbyters Stephanus, 2. Hälfte 9. Jahrhundert

Comacchio verfügte über eine der größten Kriegsflotten der nördlichen Adria. Der hauptsächlich von der Salzgewinnung und vom Salzhandel herrührende Wohlstand der Stadt und ihre günstige strategische Lage erweckten Begehrlichkeiten konkurrierender Mächte. Die Venezianer belagerten und plünderten die Stadt im Jahr 854. Im Jahr 877 bat der Papst König Karl den Kahlen, seit 875 als Karl II. römischer Kaiser, um Beistand gegen die Sarazenen, weil diese Comacchio verheert hatten. 946 versetzten die Venezianer der Stadt mit der Zerstörung ihrer Flotte einen entscheidenden Schlag, von dem sie sich nie wieder ganz erholen sollte. Auch der Kirchenstaat ließ die Stadt mehrfach belagern.

### Herrschaft der Este (ab 1254/1325)
Im Mai 1177 gewährte der römisch-deutsche Kaiser Friedrich Barbarossa den Bewohnern der Lagune einige die Fischerei betreffenden Sonderrechte und andere Privilegien, die im Januar 1232 auf dem Reichstag von Ravenna von Kaiser Friedrich II., der Stadt und Bürger von Comacchio unter seinen besonderen Schutz stellte, bestätigt und erweitert wurden.
1229 ernannten die Comacchienser den jungen Azzo d’Este zum Podestà, und es begann nun eine Phase wachsenden Wohlstands durch die Züchtung und Vermarktung von Aal.
Ab 1254 beherrschte Ravenna die Lagunenstadt für einige Jahrzehnte. Im Jahr 1275 wählten die Bürger von Comacchio Guido da Polenta zum Signore auf Lebenszeit. Ferrara eroberte Comacchio im Jahr 1299.
1325 übertrugen die Bürger von Comacchio das Amt auf Rinaldo, Obizzo und Niccolò, Markgrafen d’Este und d’Ancona. 1335 wurde Comacchio dem Herrschaftsgebiet der Familie Este einverleibt. Nachdem am 2. November 1361 Markgraf Aldobrandino III. d’Este verstorben war, reiste Niccolò II. d’Este gemeinsam mit seinem Bruder Alberto I. nach Nürnberg zum römisch-deutschen Kaiser Karl IV., um sich die Grafschaft Comacchio als unmittelbares Reichslehen bestätigen zu lassen. Die kaiserliche Belehnungsurkunde wurde am 19. Dezember 1361 ausgestellt. Am 17. September 1433 bestätigte Kaiser Sigismund dem Markgrafen Niccolò III. d’Este die Grafschaft Comacchio als Reichslehen, nachdem er bereits am 13. September dessen Söhne zu Rittern geschlagen hatte. Ab 1452 wurde Comacchio von Borso d’Este regiert, dem Alfonso I. d’Este nachfolgte.
Um die Wende vom 15. zum 16. Jahrhundert versuchte Papst Julius II. durch Drohungen die Einstellung des Verkaufs von Salz aus der Saline von Comacchio zu erwirken, da dadurch die Absatzmöglichkeiten der Saline des Kirchenstaats in Cervia eingeschränkt wurden. Als Alfonso I. d’Este auf die Drohungen des Papstes nicht reagierte, fielen von Julius persönlich angeführte Truppen in das Herrschaftsgebiet der Este um Ferrara ein.

### Kirchenstaat (ab 1597)
Der wirtschaftliche Aufschwung unter der Herrschaft der Familie Este nahm nach dem Tod Alfonsos I. 1597 ein jähes Ende, weil Papst Clemens VIII. dem als Rechtsnachfolger eingesetzten Herzog Cesare d’Este, einem Vetter Alfonsos, die Lehensfolgefähigkeit absprach und eigenmächtig das Herzogtum Ferrara einschließlich der Grafschaft Comacchio einzog. 1598 wurde die Stadt unmittelbar der Apostolischen Kammer unterstellt und hatte nun keine unabhängige Stadtverwaltung mehr. Durch Vermittlung Ludwigs XIV. wurde am 12. Februar 1664 ein Vergleich zwischen Papst Alexander VII. und der Familie Este ausgehandelt, der für den Verlust von Comacchio eine Entschädigungssumme zugesprochen wurde.
Da die Grafschaft Comacchio ursprünglich ein Reichslehen des Heiligen Römischen Reichs Deutscher Nation gewesen war, kam es Anfang des 18. Jahrhunderts im Zusammenhang mit dem Spanischen Erbfolgekrieg zum Zerwürfnis zwischen Papst Clemens XI. und Kaiser Joseph I. von Österreich, der Comacchio für das Reich beanspruchte. Im Frühjahr 1708 ließ Joseph I. im Comacchiokrieg unversehens ein Korps kaiserlicher Truppen, größtenteils Brandenburger, unter dem bekannten Grafen de Bonneval in die Region einrücken, um Comacchio und einige umliegende Ortschaften, wie Codigoro, Lagosanto, Ostellato und Argenta, zu besetzen. Comacchio wurde am 14. Mai 1708 von den Kaiserlichen besetzt. Nachdem de Bonneval in Ostellato aus dem Fenster eines Hauses heraus am Arm verwundet worden war, ließ er den Ort plündern und niederbrennen. Im Zusammenhang mit dem Rechtsstreit zwischen Kaiser und Papst entbrannte ein Gelehrtenstreit, in den auch die bedeutenden Historiker Lodovico Antonio Muratori und Gottfried Wilhelm von Leibniz eingeschaltet waren, und es wurden zahlreiche Rechtsgutachten erstellt. Für die Interessen des Papstes setzte sich der Jesuit Giusto Fontanini ein. Zur Kaiserwahl 1711 nach Frankfurt am Main entsandte der Papst den Nuntius Albani, der dort für die Rückgabe der Grafschaft Comacchio eintrat. Leibniz verglich die Comacchio-Kontroverse mit der berühmten Konstantinischen Fälschung.
Seit etwa 1720 war der Plan verfolgt worden, den Hafen von Comacchio zu einem Seehafen auszubauen. 1724 wurde Comacchio zurückgegeben, jedoch unter Vorbehalt einiger kaiserlicher und modenesischer Hoheitsrechte. 1725 erfolgte die vollständige Rückgabe.

### Napoleon
1796 revoltierten die Bürger Comacchios gegen die Besetzung durch französische Truppen, und die Stadt wurde geplündert und beinahe zerstört.
Nach der französischen Invasion und Okkupation unter Napoleon I. wurde Comacchio dem französischen Vasallenstaat der Zisalpinischen Republik angegliedert. Am 15. November 1813 gingen in der Bucht von Goro und an anderen Orten britische und österreichische Kriegsschiffe vor Anker. Die britischen Truppen standen unter dem Kommando von Kapitän Charles Rowley. Britische und österreichische Truppen besetzten die von den Franzosen verlassene Festung von Magnavacca (Porto Garibaldi). Es wurden dort etwa 800 britische und kroatische Soldaten stationiert. Kurz darauf sollen in Comacchio angeblich britische Soldaten erschienen sein, die die Stadt in einen dem britischen König direkt unterstellten Freihafen umwandeln wollten. Im Herbst 1814 bereiteten österreichische Truppen unter dem Feldmarschall Bellegarde Comacchio für die Verteidigung gegen französische und Truppen des noch mit Napoleon paktierenden Königs von Neapel vor, doch als am 24. November 1814 eine französische Kolonne auf einem Damm gegen die Stadt vorrückte, wurden die französischen Soldaten von den Bürgern Comacchios selbst vertrieben. 1817 wurde offenbar der Hafen von Goro zum Freihafen erklärt.

### Österreich

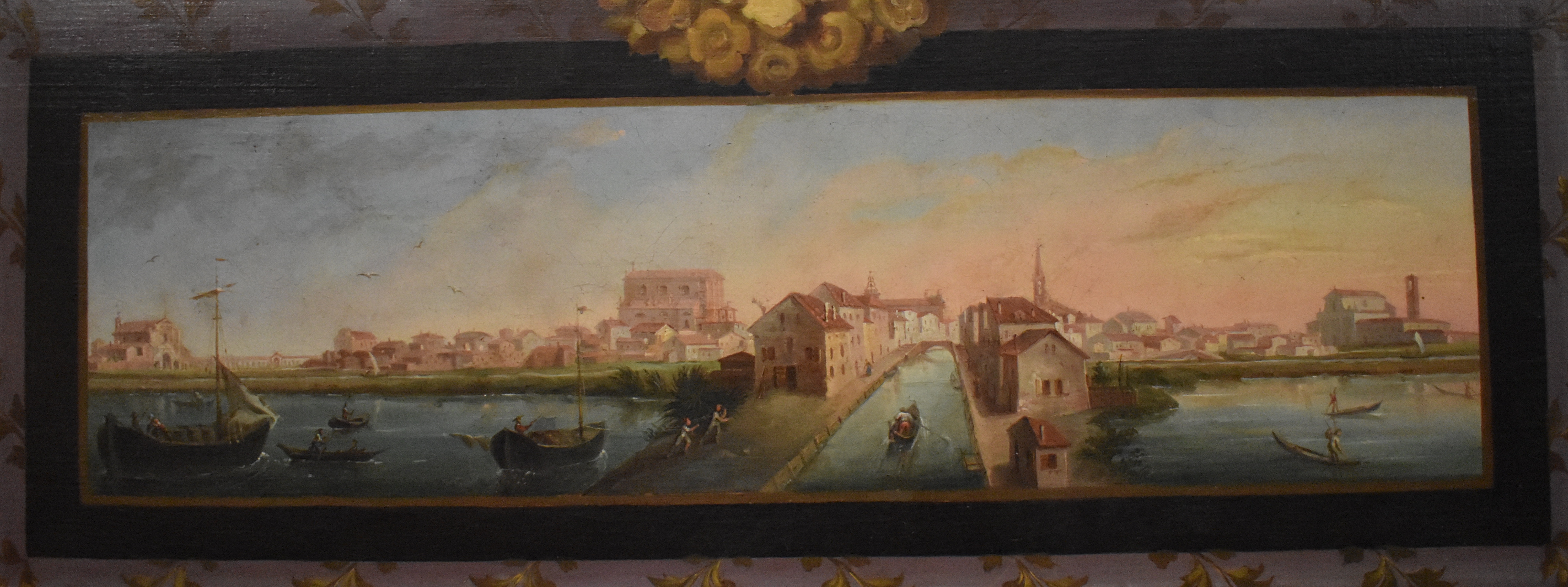
Vedute der Stadt von 1865, San Cassiano

Nach Vertreibung der französischen Usurpatoren wurden aufgrund einer Bestimmung des Wiener Kongresses in Comacchio und Ferrara österreichische Schutztruppen stationiert. In Comacchio wurde das Kloster Sant’Agostino in einen Truppenstützpunkt umgewandelt. In der Nacht des 30. März 1848 wurden die Befestigungsanlagen von Schweizer Truppen und einer Zivilgarde zerstört und gestürmt, und die österreichischen Truppen, insgesamt 2000 Soldaten, mussten kapitulieren und sich zurückziehen.
Die Salzgewinnung war noch in der napoleonischen Zeit erweitert worden und erreichte um die Mitte des 19. Jahrhunderts ca. 250.000 Zentner im Jahr. Die Saline von Comacchio war damit neben derjenigen von Cervia (über 300.000 Zentner pro Jahr) eine der beiden größten Seesalinen in Oberitalien. Die Salzproduktion Comacchios reichte für die Versorgung der nördlichen Provinzen des Kirchenstaats aus, und darüber hinaus konnte noch Salz ins Ausland exportiert werden. Heute ist die Salzproduktion eingestellt.
Im Zweiten Weltkrieg wurde Comacchios Fischereihafen Porto Garibaldi vollständig durch alliierte Fliegerbomben zerstört, nach dem Krieg jedoch bald wieder aufgebaut. Zerstört worden war auch eine alte Kirche in der Nähe des Hafens; 1949 wurde weiter vom Hafen entfernt eine neue Kirche für Porto Garibaldi errichtet.

### Entwicklung der Einwohnerzahl
- 1881: 7630, zusammen mit Magnavacca (heute Porto Garibaldi) 9974 Einwohner[57]
- 1901: ca. 8400, als Gemeinde 10.877[58]
- 1921: 8690, als Gemeinde 12.350[59]
- 1970: ca. 19.000[60]
- 1975: ca. 21.000[61]

## Wirtschaft
Comacchios Hochsee-Fischereihafen Porto Garibaldi ist ein wichtiger Faktor der Wirtschaft in der Region. Neben der Hochseefischerei wird Fischerei in den Lagunen um Comacchio betrieben. Bereits im Mittelalter wurden in den Lagunen Aale gezüchtet, in Comacchio verarbeitet und von dort aus landesweit verschickt. Die Fisch-Spezialitäten der Region sind marinierter Aal (Anguilla marinata) und marinierter Ährenfisch (Aquadella marinata), die von mehreren Herstellungsfirmen in Metalldosen vertrieben werden. Die Stadt, die von einem Netz von Kanälen durchzogen ist und dadurch an Venedig erinnert, ist heute außerdem ein beliebtes touristisches Ausflugsziel. Auf den Kanälen können Gondelfahrten unternommen werden. Eine Haupteinnahmequelle ist heute der Badetourismus an den Lidi di Comacchio in den Sommermonaten.
Die Gegend um Comacchio zählt zu den Weinanbaugebieten, in denen Reben für die Herstellung der Cuvée Bosco Eliceo geerntet werden.

## Infrastruktur
Zur Infrastruktur der Stadt gehören ein Zollamt und ein öffentliches Krankenhaus. Am nordöstlichen Rand des Stadtkerns befindet sich ein mittelgroßes Sportstadion mit überdachter Westtribüne und Flutlichtanlage. Ein Fußballstadion mit Flutlichtanlage und eine Tennishalle befinden sich gegenüber der Kapuziner-Arkade. Für öffentliche Veranstaltungen aller Art im Freien während der Badesaison (Theater, Opern, Musicals, Konzerte etc.) steht im historischen Stadtzentrum Comacchios der Innenhof des Palazzo Bellini zur Verfügung. Der Palazzo Bellini beherbergt neben einem archäologischen Museum auch die Bibliothek der Stadt.

## Verkehr

Comacchio, Canal gegen Porto Garibaldi von Ponte Pallota. Historisches Bild von Leo Wehrli (1937).

Blick auf Comacchios 4,5 km entfernten Fischereihafen Porto Garibaldi, von der Kanalbrücke der durch das Gemeindegebiet führenden, parallel zur Küste verlaufenden Hauptverkehrsstraße S. S. 309 Romea aus.

Vom Rand des Stadtkerns von Comacchio bis zum Ortseingang von Porto Garibaldi verläuft parallel neben der Verbindungsstraße über eine Länge von etwa 4,5 km ein separater Fahrradweg, der bei Dunkelheit beleuchtet ist.
Durch das Gemeindegebiet führt in einer Entfernung von ca. 4,5 km vom Stadtrand die verkehrsreiche Strada Romea (Strada Statale 309, S.S. 309 Romea), eine ehemalige Pilger-, Handels- und Heerstraße, die von Venedig im Norden in südlicher Richtung an der Hafenstadt Chioggia vorbei über Pomposa nach Ravenna verläuft (und von dort aus weiter nach Rom). Mit seiner 52 km weiter westlich liegenden Provinzhauptstadt Ferrara ist Comacchio über die Autobahn Ferrara – Porto Garibaldi verbunden (Autostradale Ferrara – Porto Garibaldi, gebührenfrei). Die nächstgelegenen Bahnhöfe sind der Bahnhof von Ravenna und der 25 Kilometer entfernte Bahnhof von Codigoro, Endstation der Nebenstrecke Ferrara–Codigoro. Die nächstgelegenen Verkehrsflughäfen sind die Flughäfen von Venedig, Bologna und Rimini.
Auf dem Wasserweg ist Comacchio über einen schiffbaren Kanal mit seinem Adria-Hafen Porto Garibaldi verbunden. Dieser Kanal ist für Schiffe bis zu einer Größe von 1.350 BRT befahrbar. Landeinwärts mündet dieser Kanal in den Po von Volano (Po di Volano), der an Ferrara vorbeifließt und zwischen den Orten Volano und Lido di Volano in die Adria mündet. Die nördliche Gemeindegrenze verläuft streckenweise durch die Flussmitte; der Ort Volano liegt bereits außerhalb des Gemeindegebiets.

## Bauliche Sehenswürdigkeiten
- Kirchen

Kathedrale San Cassiano. Der Dom von Comacchio hat den offiziellen Status eines nationalen Monuments Italiens.

  - Kathedrale San Cassiano (Cattedrale di San Cassiano), eine Kirche im Zentrum Comacchios, deren Ursprünge auf das Jahr 708 zurückgehen und die zwischen 1694 und 1720 neu errichtet wurde. Die Kathedrale, die ursprünglich dreischiffig gewesen war, ist heute einschiffig, weist zwölf Seitenkapellen auf, hat ein Tonnengewölbe und einen 33 Meter hohen Turm und ist 62 Meter lang und 30 Meter breit. Der Kirchturm entstand 1754, stürzte ein, wurde 1766 neu errichtet, blieb jedoch unvollendet. Der Innenraum besteht aus einem einzigen Schiff, das zwölf Seitenkapellen aufweist, von denen die Capella del Sacro Cuore besonders eindrucksvoll mit Fresken und Stuck verziert ist. Aus dem 18. Jahrhundert sind in der Apsis außerdem ein zweireihiges Chorgestühl aus Holz und die Statue des hl. Cassiano sehenswert.
  - Wallfahrtskirche Santa Maria in Aulia Regia und die Arkade der Kapuziner, ein langer Bogengang, der aus 143 auf Marmorsäulen ruhenden Bögen besteht und der die Kirche mit der Stadt verbindet. Das heutige Gebäude entstand im Jahr 1665 und wurde auf dem Areal errichtet, auf dem sich einst das Kloster Santa Maria in Auregario befand, das urkundlich bereits im 10. Jh. erwähnt wurde. Von kunstgeschichtlichem Interesse ist das Altarbild auf dem Hauptaltar, das von der Marienstatue überragt wird, ein Werk ferrareser Malerei aus der Renaissance. Die Kapuziner-Arkade war 1647 auf Geheiß des Kardinals Stefano Donghi erbaut worden, wurde 1670 durch ein Erdbeben zerstört, 1676–1686 restauriert und teilweise wieder aufgebaut und 1818 erneut restauriert.
  - Chiesa del Carmine, eine einschiffige Kirche mit halbrunder Apsis, die Anfang des 17. Jh. erbaut wurde. Der Glockenturm wurde 1756 errichtet. In den 1970er Jahren wurde die Inneneinrichtung stark verändert. Von kunsthistorischer Relevanz ist das Hauptaltarbild aus Holz aus dem 17. Jh.
  - Chiesa del Caduti oder Chiesa del Suffraggio. Diese Kirche der Gefallenen oder Fürbitterkirche beherbergt die sterblichen Überreste einiger Söhne Comacchios, die im Ersten und im Zweiten Weltkrieg gefallen sind. Von kunsthistorischer Bedeutung ist das von Antonio Rand (1577–1650) und einem unbekannten Künstler des 17. Jh. geschaffene Triptychon hinter dem Altar.
  - Chiesa del Rosario, eine einschiffige Kirche, die 1816 auf Wunsch der Bruderschaft des S. Rosario erbaut wurde. Von kunsthistorischer Bedeutung sind das von dem Venezianischen Holzschnitzer Filippo de Porris (1641) geschaffene Holzkruzifix, die mehrfarbige hölzerne Madonnenstatue (17. Jh.), die Gemälde (17. Jh.), die die Enthauptung Johannes des Täufers und Mariä Verkündigung zum Thema haben. Ebenfalls aus dem 17. Jh. ist das Gemälde, das die Madonna del Rosario zwischen dem Hl. Dominikus und der Hl. Katharina zeigt.
- Fußgänger-Kanalbrücken im historischen Zentrum. Diese kleinen Brücken, deren Treppen aus Ziegelstein gemauert sind, prägen das Bild des historischen Stadtkerns in ihrer Gesamtheit.
  - Trepponti-Brücke (Ponte Trepponti): Die 1634 auf Geheiß des Kardinals Pallotta nach Entwürfen des ravennatischen Architekten Luca Danesi gebaute Fußgängerbrücke ist die berühmteste Brücke Comacchios. Sie wird aus fünf Treppen – drei vorderen und zwei rückwärtigen – und fünf Rundbögen gebildet und wurde am Zusammenfluss dreier Kanäle errichtet.
  - Petersbrücke (Ponte San Pietro, 18. Jh.): Diese vollständig renovierte Brücke führt am südlichen Rand des historischen Stadtkerns in Höhe der Via dei Govi über den Canale Maggiore.
  - Sisti-Brücke (Ponte dei Sisti, 18. Jh.): verbindet Via Agatopisto und Via Buonafede
  - Häscherbrücke (Ponte degli Sbirri): Diese 1631–1635 (wie auch die Trepponti-Brücke) auf Wunsch des Kardinals Pallotta erbaute und von dem Architekten Luca Danesi entworfene Brücke, die fast vollständig aus Ziegelsteinen besteht und die ihren Namen Kerkern verdankt, die sich früher in der Nähe befunden hatten, führt in Höhe der Fischhalle (Pescheria) über den Canale Maggiore.
  - Carmini-Brücke (Ponte del Carmini, 18. Jh.): führt in Höhe der Carmini-Kirche (Chiesa del Carmini) über einen Seitenkanal.
  - Theaterbrücke (18. Jh.): verbindet Via Cavour mit Via G. Carducci.
  - Pizzetti-Brücke (Ponte Pizzetti): Die Anfang des 19. Jh. erbaute Brücke verbindet Via Carducci und Via Gramski.
- Uhrenturm. Der um 1330 errichtete, auf der Ostseite mit einer Uhr ausgerüstete Glockenturm stürzte am 22. März 1816 ein und wurde 1824 wieder aufgebaut. Er steht auf einem viereckigen Fundament aus istrianischem Naturstein, dem Baumaterial, aus dem auch das Dach des Mausoleums des Theoderich in Ravenna hergestellt ist. Eine Verlängerung des Naturstein-Fundaments besteht aus Backsteinen. Auf diesem zweiteiligen Sockel steht ein oktogonaler Backsteinturm, der vier breite und vier schmale Seiten aufweist. Auf halber Höhe befindet sich eine Nische mit einer Marienstatue aus Stein aus dem späten 17. Jh.
- Bischofspalast. Das renovierungsbedürftige Bauwerk (2009) wurde mit großer Sicherheit gegen Ende des 16. bis Anfang des 17. Jh. errichtet und diente als Wohnsitz der Regierenden. Die Gemeinde Comacchio vermachte es 1745 Bischof Cristoforo Lugaresi, und zwar mit der Auflage, dort ein Priesterseminar sowie öffentliche Schulen einzurichten. Von 1748 bis 1886 war es die Residenz der Bischöfe der Diözese von Comacchio. Es ist geplant, das Gebäude wieder instand zu setzen und in seinen Sälen ein kunsthistorisches Museum zu eröffnen, in dem nicht nur die wertvollen sakralen Kunstwerke der über tausend Jahre alten Diözese von Comacchio aufgenommen werden, sondern auch die Archivbestände der Kurie und der Pfarrei sowie die Bibliotheken des Priesterseminars und des Domkapitels.
- Ruine des Klosters Sant’Agostino
- Palazzo Bellini, ein 1870 im Neurenaissancestil erbauter Adelspalast, der von der Gemeinde aufgekauft und von ihr vollständig restauriert wurde. Das Gebäude beherbergt heute die Stadtbibliothek (Biblioteca Lodovico Antonio Muratori) mit dem historischen Archiv, das Archäologische Museum, Abt. Römisches Schiff, einen Saal für Tagungen und andere Veranstaltungen und die Büroräume des Amts für kulturelle Einrichtungen, Tourismus und Schulwesen.
- Palazzo Tura, ein 1715 von dem Mönch Zanoli auf nahezu quadratischer Grundfläche errichteter zweistöckiger Bau mit venezianischer Fassade und zentralem Türmchen, der kürzlich von seinem heutigen Besitzer restauriert wurde. Sehenswert ist die gegen Ende des 19. Jh. von dem Bologneser Architekten Collamarini gestaltete Treppe mit Balustrade aus mehrfarbigem Marmor, die als Ersatz für die zerstörte Treppe gebaut wurde.
- Palazzo Patrignani
- Getreideloggia (Loggia di Grano). Das 1621 auf Geheiß des Kardinals Giaccomo Serra errichtete Gebäude diente ursprünglich als Getreide-Vorratsspeicher für die Armen Comacchios. Der Getreidespeicher befand sich im oberen Stockwerk des Gebäudes. Das untere Stockwerk beherbergt heute eine Cafeteria.
- Ehemaliges Krankenhaus San Camillo. Auf Wunsch des Legatenkardinals Francesco Carafa von den Architekten Antonio Foschini und Gaetano Gento im Renaissancestil entworfenes und zwischen 1778 und 1784 erbautes Krankenhaus, das bis 1970 in Betrieb war und das in Zukunft das Museum für Völkerkunde des Podeltas beherbergen wird.
- Saline, Hauptsitz des Staatsmonopols für die Salinen von Comacchio.
- Garibaldi-Hütte (Cappano di Garibaldi), Lungomare Italia 109, Lido delle Nazioni; eine kleine ländliche Hütte, in der sich der italienische Staatsgründer Giuseppe Garibaldi am 5. August 1849 vor dem österreichischen Militär versteckt hatte. Es war sein erstes Versteck gewesen. Eine weitere Garibaldi-Hütte befindet sich unweit von Ravenna in der Nähe der Verbindungsstraße zu den Orten Marina Romea und Porto Corsini.

Im 19. Jahrhundert stellte der Glockenturm der Kathedrale San Cassiano eine außergewöhnliche touristische Attraktion dar, weil er zugänglich war und von seiner oberen Plattform aus, auf die eine Treppe hinaufführte, eine herrliche Aussicht über die Stadt und die umliegende Lagunen- und Küstenlandschaft bot. Gegenwärtig ist der Glockenturm nicht für Besucher zugänglich.

## Sehenswürdigkeiten in der Natur

Im Jahr 2010 erneuerte Klappbrücke über den Hauptkanal am südwestlichen Ortsausgang, über die Comacchios südliche Lagunengebiete erreicht werden können.

Fattibello-Lagune, eine der Lagunen von Comacchio, am Horizont das Südpanorama von Comacchio.

Blick auf die 600 Hektar große Saline von Comacchio, von einer Kanalbrücke am nördlichen Rand der Saline aus.

- Beobachtungspunkte für Vögel. Im Bereich der Lagunen, in der Saline von Comacchio, deren Gebiet an Lido degli Estensi angrenzt, und in anderen Sumpf- und Feuchtgebieten des Hinterlandes der Strände von Comacchio, die zu Fuß oder mit dem Fahrrad zu erreichen sind, können regelmäßig zahlreiche Vogelarten beobachtet werden, darunter: Mittelmeermöwen, Dünnschnabelmöwen, Schwarzkopfmöwen, Seeschwalben, Löffelreiher, Säbelschnäbler, Stelzenläufer, Seeschnepfen, Brandgänse, Löffelenten sowie auch Flamingo-Kolonien. Entsprechende Beobachtungspunkte sind in Karten eingezeichnet, die man in Tourismus-Informationsbüros erhalten kann.
- Archäologische Zone der Etrusker-Gräber S. Maria in Padovetere (Zona archeologica etrusca S. Maria in Padovetere); in der Ausgrabungsstätte waren etwa 4000 etruskische Gräber gefunden worden. Die gefundenen Keramikgefäße werden im Nationalmuseum in Ferrara ausgestellt und stellen die größte Sammlung dieser Art weltweit dar.
- Wildpferde. Nördlich von Lido delle Nazioni gibt es ein ausgedehntes eingezäuntes Gehege, in dem Wildpferde leben und Stiere gezüchtet werden. Die Wildpferde waren ursprünglich aus der Camargue eingeführt worden.
- Argine di Agosta; Aussichtsstraße am südlichen Westufer der Lagunen von Comacchio, die entlang einer alten Römerstraße zwischen der (heute trockengelegten) Mezzano-Lagune und der Fossa-di-Porto-Lagune verläuft.

## Museen
- Fisch-Marinierungsmanufaktur (Manifattura dei Marinati); dieses neue und interessante Museum, dessen Eingangspforte sich in der Kapuziner-Arkade vor der Wallfahrtskirche S. Maria in Aulia Regia befindet, ist in einer ehemaligen Großrösterei für Aal und Ährenfisch untergebracht, die über zwölf Grillkamine verfügte. Themenschwerpunkte sind die Aalfischerei, die in der Region von Comacchio eine alte Tradition hat, und die Garung und Haltbarmachung von Aal und Ehrenfisch durch Rösten und Marinieren.
- Museum des Römischen Schiffs (Museo della Nave Romana); ein Museum, in dem Teile eines römischen Schiffs von 21 Metern Lànge und Teile seiner Fracht ausgestellt sind, das 1981 in der Ortschaft Valle Ponti in der Nähe von Comacchio gefunden worden ist. Das Schiff stammt aus der Kaiserzeit und war für den Warentransport auf Flüssen und Meeren konstruiert. Es war von einem Mittelmeerhafen aus gestartet und sollte über den Po (Fluss) in das Binnenland fahren, erlitt jedoch im Bereich der Flussmündung Schiffbruch und versandete dort schnell. Infolge der raschen Versandung wurde ein Teil der Ladung konserviert und kann nun im Museum besichtigt werden. Der Rumpf des Schiffs ist in einer separaten Halle neben dem Museum ausgestellt.
- Museum für Völkerkunde des Podeltas; ein gegenwärtig (2009) im Aufbau befindliches Museum, das in den Hallen des ehemaligen Krankenhauses S. Camillo eingerichtet wird. Vom 27. März bis zum 28. Juni 2009 fand dort bereits die Ausstellung ‚L'Isola del Vescovo‘ (Die Bischofsinsel) statt, auf der archäologische Relikte gezeigt wurden, die 2006 bei von der Universität Venedig in der näheren Umgebung der Kathedrale S. Cassiano durchgeführten Ausgrabungen gefunden worden waren.
- Museum für Moderne Kunst ‚Remo Brindisi‘ (Casa Museo Remo Brindisi), Via N. Pisano, 45, Lido di Spina. Das 1976 von dem Kunstsammler und Kunstschaffenden Remo Brindisi (1918–1996) gegründete Museum beherbergt eine wichtige Sammlung von modernen europäischen, amerikanischen und asiatischen Künstlern geschaffener Bilder und Skulpturen. Die Dauerausstellung zeigt Werke Alberti, Archipenko, Alechinsky, Arman, Armitage, Arp, Artias, Azuma, César, Bacon, Bellaguet, Berrocal, Brauner, Calder, Chaissac, Chamberlain, Christo, Corneille, Dalí, Delima, Deyrolle, Dine, Diulgheroff, Dubuffet, Ernst, Feito, Gastaud, Giacometti, Gischia, Grant, Hains, Hartung, Hausmann, Hsiao-Chin, Huelsenbeck, Kijno, Kline, Klein, Kodra, Kokoschka, Kou, Kristoffersen, Jorn, Lam, Lebestein, Le Parc, Martin, Matta, Mathieu, Moore, Morris, Pacheco, Parker, Picasso, Pinchas, Piqueras, Poleskie, Poliakoff, Pollock, Rauschemberg, Riopelle, Roccamonte, Rotko, Singier, Seuphor, Shultz, Soto, Stryk, Sutherland, Tapies, Tomshinsky, Tsoclis, Vasarely, Verdet, Warhol, Wols, Yamagata und Zimmermann. Außerdem finden hier musikalische Veranstaltungen (Jazz, Reggae, lateinamerikanische Musik, Musicals etc.), Filmveranstaltungen und Dichterlesungen statt.
- Museum Mariano; in dem kleinen Museum neben der Wallfahrtskirche S. Maria in Aulia Regia, das im Obergeschoss eines Anbaus der Kirche untergebracht ist, ist sakrale Gegenwartskunst ausgestellt, darunter befinden sich Werke von Remo Brindisi und Sepo (Severo Pozzati).
- Lagunen-Museum (Museo dei Valli); dieses Museum, das sich mit allen Aspekten der Lagunen von Comacchio befasste, hatte früher ein eigenes Gebäude am westlichen Rand der Fattibello-Lagune (Valle Fattibello) in der Nähe der Stazione di pesca Foce. Als eine baufällig gewordene Kanalbrücke in der Nähe von Comacchio, über die das Museum früher leicht erreichbar gewesen war, durch eine mit Mitteln der Europäischen Union geförderte neue und viel größere Brücke in einigen Kilometern Entfernung ersetzt wurde, erwies sich der Umweg als zu groß, und das Museumsgebäude und ein benachbartes Restaurant wurden geschlossen. Gegenwärtig (2009) wird an der Stelle der alten Kanalbrücke wieder eine neue gebaut, und das Restaurant ist bereits wieder eröffnet worden. Bis das alte Museumsgebäude evtl. wieder eröffnet wird, gilt die landschaftliche Zone um diese Station mit ihren alten Fischerei- und Salinengebäuden als eine Art ‚Lagunen-Freilichtmuseum‘.

## Söhne und Töchter der Stadt
- Adriana Benetti (1919–2016), Schauspielerin
- Appiano Buonafede (Pseudonym Agatopisto Cromaziano) (1716–1793), Philosoph und Theologe
- Antonio Cavalieri Ducati (1853–1927), Unternehmer
- Severo Pozzati (Pseudonym Sepo) (* 1895; † 1983 in Bologna), Graphiker und Kunstmaler
- Biagio Tomasi (um 1585–1640), Organist und Komponist